# L'Empreinte du passé (film, 1925)
Pour les articles homonymes, voir L'Empreinte du passé.
Pour plus de détails, voir Fiche technique et Distribution.
L'Empreinte du passé (The Road to Yesterday) est un film muet américain, réalisé par Cecil B. DeMille, sorti en 1925.

## Synopsis
Un couple de jeunes mariés connait des problèmes de compréhensions...

## Fiche technique
- Titre original : The Road to Yesterday
- Réalisation : Cecil B. DeMille, assisté de Frank Urson
- Scénario : Beulah Mary Dix (histoire), Howard Hawks (intertitres), Jeanie Macpherson, Evelyn Greenleaf Sutherland
- Direction artistique : Anton Grot
- Décors et costumes : Mitchell Leisen
- Photographie : J. Peverell Marley
- Montage : Anne Bauchens
- Musique : Rudolph Berliner
- Production : Cecil B. DeMille (DeMille Pictures Corporation)
- Pays de production :  États-Unis
- Format : Noir et blanc – Film muet
- Genre : Comédie dramatique
- Durée : 136 minutes
- Date de sortie :
  - États-Unis : 15 novembre 1925

## Distribution
- Joseph Schildkraut : Kenneth Paulton
- William Boyd : Jack Moreland
- Jetta Goudal : Malena Paulton
- Vera Reynolds : Beth Tyrell
- Trixie Friganza : Harriet Tyrell
- Casson Ferguson : Adrian Thompkyns
- Julia Faye : Dolly Foules
- Clarence Burton : Hugh Armstrong
- Charles West : Wyatt Earnshow
- Josephine Norman : Anne Vener
- Chester Morris : un invité
- Robert Brower : un invité